# Wichrowiec
Wichrowiec (deutsch Wychrowitz, 1938 bis 1945 Hardichhausen) ist ein Dorf in der polnischen Woiwodschaft Ermland-Masuren. Es gehört zur Landgemeinde Janowo im Powiat Nidzicki (Kreis Neidenburg).

## Geographische Lage
Wichrowiec liegt in der südwestlichen Mitte der Woiwodschaft Ermland-Masuren, 18 Kilometer östlich der Kreisstadt Nidzica (deutsch Neidenburg).

## Geschichte
Das Dorf Wichrowietzke, nach 1785 Wichrowitz, nach 1820 Wychrowitz genannt, wurde 1571 gegründet. 1874 wurde es in den neu errichteten Amtsbezirk Roggen (polnisch Róg) im ostpreußischen Kreis Neidenburg eingegliedert. Die Einwohnerzahl von Wychrowitz belief sich 1910 auf 289, 1933 auf 259.
Am 3. Juni – amtlich bestätigt am 16. Juli – 1938 wurde Wychrowitz aus politisch-ideologischen Gründen der Abwehr fremdländisch klingender Ortsnamen in „Hardichhausen“ umbenannt. Die Einwohnerzahl verringerte sich bis 1939 auf 229.
Als 1945 in Kriegsfolge das gesamte südliche Ostpreußen an Polen überstellt wurde, war auch Hardichhausen davon betroffen. Das Dorf erhielt die polnische Namensform „Wichrowiec“ und ist heute als Sitz eines Schulzenamts (polnisch Sołectwo) eine Ortschaft im Verbund der Landgemeinde Janowo im Powiat Nidzicki (Kreis Neidenburg), bis 1998 der Woiwodschaft Olsztyn, seither der Woiwodschaft Ermland-Masuren zugehörig. Im Jahre 2011 zählte Wichrowiec 118 Einwohner.

## Kirche
Bis 1945 war Wychrowitz resp. Hardichhausen in das evangelische Kirchspiel Muschaken (polnisch Muszaki) in der Kirchenprovinz Ostpreußen der Kirche der Altpreußischen Union und in die römisch-katholische Kirche Neidenburg im Bistum Ermland eingepfarrt.
Heute gehört Wichrowiec evangelischerseits zur Kirchengemeinde in Róg (Roggen), einer Filialgemeinde der Pfarrei in Nidzica in der Diözese Masuren der Evangelisch-Augsburgischen Kirche in Polen, außerdem katholischerseits zur Pfarrkirche Muszaki im jetzigen Erzbistum Ermland.

## Verkehr
Wichrowiec liegt an einer Nebenstraße, die bei Jagarzewo (Jägersdorf) von der Woiwodschaftsstraße 604 abzweigt und über Zachy (Sachen) nach Róg (Roggen) führt. Eine Anbindung an den Bahnverkehr besteht nicht.

## Persönlichkeit

### Aus dem Ort gebürtig
- Fritz Maxin (* 17. Juli 1885 in Wychrowitz; † 1960), deutscher Landwirt, Politiker (DNVP) und Mitglied der Bekennenden Kirche